# پرواز 8911 ایرلینک آفریقای جنوبی
پرواز 8911 ایرلینک آفریقای جنوبی یک پرواز از فرودگاه بین‌المللی دوربان به فرودگاه پیترماریتزبورگ، آفریقای جنوبی بود که اندکی پس از برخاستن از زمین در 24 سپتامبر 2009 در محوطه مدرسه متوسطه مربانک، دوربان سقوط کرد و سه سرنشین هواپیما مجروح شدند. کاپیتان پرواز متعاقباً در 7 اکتبر 2009 بر اثر جراحات وارده درگذشت.
این پرواز یک پرواز موقعیت‌یابی بدون مسافر (پرواز کشتی) از دوربان به پیترماریتزبورگ بود. سه خدمه شامل کاپیتان آلیستر فریمن، افسر اول سونجا بیرمن و یک مهماندار هواپیما بودند.
این هواپیما، یک بریتیش ایروسپیس جت‌استریم ۴۱ با ثبت نام ZS-NRM تنها ۵۰ ساعت از آخرین سرویس خود پرواز کرده بود. این هواپیما عصر گذشته به دلیل هوای بد از پیترماریتزبورگ به دوربان منحرف شده بود.